# Institut national des recherches archéologiques préventives
L'Institut national des recherches archéologiques préventives (INRAP, "Istituto nazionale delle ricerche archeologiche preventive") è un istituto di ricerca in campo archeologico e un ente pubblico a carattere amministrativo della Francia.

## Storia
Nel 1973 venne fondata l'Association pour les fouilles archéologiques nationales (AFAN, "Associazione per gli scavi archeologici nazionali"), come organizzazione non a scopo di lucro di diritto privato controllata dal Ministero della cultura francese, con lo scopo di realizzare attività di diagnostica archeologica e scavi archeologici preventivi o programmati.
Nel 2002, in seguito alla legge sull'archeologia preventiva, è stata trasformata in "ente pubblico a carattere amministrativo" (EPA), di diritto pubblico, sotto la tutela congiunta dei Ministeri francesi della cultura e della ricerca, prendendo il nome attuale.

## Obiettivi e organizzazione
L'istituto ha la missione di realizzare operazioni di archeologia preventiva (diagnostica archeologica e scavi archeologici) e la diffusione scientifica dei risultati.
È amministrato da un consiglio di amministrazione, assistito da un consiglio scientifico, i cui membri sono nominati od eletti per tre anni e non possono rivestire il ruolo per più di due mandati consecutivi. Il presidente dell'istituto, nominato dal Presidente della Repubblica francese, presiede entrambi i consigli. Il presidente della Repubblica nomina anche un direttore generale dell'Istituto.